# Bodb Derg
Nella mitologia irlandese, Bodb Derg, scritto anche Bodb Dearg o Bodhbh Dearg, era un figlio del Dagda e il suo successore come re dei Tuatha Dé Danann. Il Lebor Gabála Érenn lo cita invece come figlio di Eochaid Garb e pronipote di Bres.

## Nome
Il nome Bodb potrebbe essere affine a "bádhbh", in quanto ha una pronuncia simile; Bodb Derg significherebbe quindi "Corvo rosso". Un altro personaggio con la stessa radice linguistica del nome, anch'essa associata al corvo, è Badb.

## Mitologia
Aengus chiede l'aiuto di suo fratello Bodb nel trovare la donna dei suoi sogni in Aislinge Óenguso (il sogno di Aengus). All'epoca, Bodb Derg è re del distretto di Munster. Bodb identifica con successo la donna come Caer Ibormeith.
In seguito alla sconfitta dei Tuatha Dé Danann nella battaglia di Tailtiu, Bodb viene eletto re dei Tuatha Dé Danann nel racconto I figli di Lir, quando i Tuatha Dé Danann si recano sottoterra per dimorare nel sidhe. La principale giustificazione data per l'elezione di Bodb è che è il figlio maggiore del Dagda. L'elezione di Bodb è riconosciuta da tutti i suoi rivali, tranne Lir, che gli rifiuta l'omaggio. Bodb, tuttavia, consiglia ai suoi seguaci di non punire Lir; Bodb offrirà successivamente due delle sue figlie in matrimonio con Lir per placarlo. Entrambi i matrimoni, tuttavia, finiranno in modo infelice.
In varianti della storia, Manannan è nominato il re supremo dei Tuatha Dé Danann insieme a Bodb Derg quando il suo popolo scende nel sídhe; Manannan è chiamato "capo dei re" e proprietario di ogni sidhe, e divide i tumuli di sidhe tra i Tuatha Dé .
Come re del Munster con Lén come suo fabbro, Bodb "Sída ar Femen" ("del tumulo su Femen") ha un ruolo in un importante racconto di prefazione al Táin Bó Cúailnge, nel quale il suo maiale litiga con quello del re del Connacht; i porci rinascono successivamente come due tori magici, Donn Cuailnge e Finnbennach.
In un racconto del ciclo feniano, Bodb guida i Tuatha Dé Danann in aiuto dei Fianna nella battaglia di Ventry.